# Secrétaire d'État à la Sécurité sociale
Le secrétaire d'État à la Sécurité sociale (en anglais : Secretary of State for Secretary of State for Social Security, communément appelé Social Security Secretary) est un ministre puis un secrétaire d'État entre 1944 et 1968, puis de 1988 à 2001 au Royaume-Uni.

## Historique
La fonction de ministre de l'Assurance sociale est créée le 8 octobre 1944 par Winston Churchill, et renommée cinq semaines plus tard ministre de l'Assurance nationale. Elle fusionne en 1953 avec le poste de ministre des Retraites, devenant le ministre des Retraites et de l'Assurance nationale.
En 1966, le portefeuille est renommé en ministre de la Sécurité sociale par Harold Wilson. À peine deux ans plus tard, il le fusionne avec le secrétaire d'État à la Santé pour constituer la fonction de secrétaire d'État à la Santé et aux Services sociaux. Cette fusion est annulée au bout de 20 ans par Margaret Thatcher, qui institue le secrétaire d'État à la Sécurité sociale.
Lors du début de son deuxième mandat le 8 juin 2001, Tony Blair réunit le secrétaire d'État à la Sécurité sociale à des responsabilités issues du secrétaire d'État à l'Éducation et à l'Emploi pour mettre sur pied le secrétaire d'État au Travail et aux Retraites.

### Liste
| Nom                                                | Nom                 | Nom | Dates du mandat  | Dates du mandat   | Parti politique | Gouvernement           |
| -------------------------------------------------- | ------------------- | --- | ---------------- | ----------------- | --------------- | ---------------------- |
| Ministre de l'Assurance sociale                    |                     |     |                  |                   |                 |                        |
|                                                    | William Jowitt      |     | 8 octobre 1944   | 17 novembre 1944  | Travailliste    | Churchill I            |
| Ministre de l'Assurance nationale                  |                     |     |                  |                   |                 |                        |
|                                                    | William Jowitt      |     | 17 novembre 1944 | 25 mai 1945       | Travailliste    | Churchill I            |
|                                                    | Leslie Hore-Belisha |     | 25 mai 1945      | 26 juillet 1945   | Sans            | Churchill II           |
|                                                    | Jim Griffiths       |     | 4 août 1945      | 28 février 1950   | Travailliste    | Attlee I               |
|                                                    | Edith Summerskill   |     | 28 février 1950  | 26 octobre 1951   | Travailliste    | Attlee II              |
|                                                    | Osbert Peake        |     | 31 octobre 1951  | 3 septembre 1953  | Conservateur    | Churchill III          |
| Ministre des Retraites et de l'Assurance nationale |                     |     |                  |                   |                 |                        |
|                                                    | Osbert Peake        |     | 3 septembre 1953 | 20 décembre 1955  | Conservateur    | Churchill III Eden     |
|                                                    | John Boyd-Carpenter |     | 20 décembre 1955 | 16 juillet 1962   | Conservateur    | Eden Macmillan I et II |
|                                                    | Niall Macpherson    |     | 16 juillet 1962  | 21 octobre 1963   | Conservateur    | Macmillan II           |
|                                                    | Richard Wood        |     | 21 octobre 1963  | 16 octobre 1964   | Conservateur    | Douglas-Home           |
|                                                    | Margaret Herbison   |     | 18 octobre 1964  | 6 août 1966       | Travailliste    | Wilson I et II         |
| Ministre de la Sécurité sociale                    |                     |     |                  |                   |                 |                        |
|                                                    | Margaret Herbison   |     | 6 août 1966      | 26 juillet 1967   | Travailliste    | Wilson II              |
|                                                    | Judith Hart         |     | 26 juillet 1967  | 1er novembre 1968 | Travailliste    | Wilson II              |
| Secrétaire d'État à la Sécurité sociale            |                     |     |                  |                   |                 |                        |
|                                                    | John Moore          |     | 25 juillet 1988  | 23 juillet 1989   | Conservateur    | Thatcher III           |
|                                                    | Tony Newton         |     | 23 juillet 1989  | 10 avril 1992     | Conservateur    | Thatcher III Major I   |
|                                                    | Peter Lilley        |     | 10 avril 1992    | 2 mai 1997        | Conservateur    | Major II               |
|                                                    | Harriet Harman      |     | 3 mai 1997       | 27 juillet 1998   | Travailliste    | Blair I                |
|                                                    | Alistair Darling    |     | 27 juillet 1998  | 8 juin 2001       | Travailliste    | Blair I                |